# Fonction de Thomae

Graphe de la fonction de Thomae sur [0, 1].

La fonction de Thomae (parfois appelée fonction pop-corn) constitue un exemple de fonction réelle à la fois continue en tout point d'une partie dense (l'ensemble des irrationnels) et discontinue sur une autre partie dense (l'ensemble des rationnels). La fonction de Thomae {\displaystyle T\colon \mathbb {R} \to \mathbb {R} } est définie par
{\displaystyle T(x)={\begin{cases}0&{\text{ si }}x\notin \mathbb {Q} ,\\1&{\text{ si }}x=0,\\1/q&{\text{ si }}x=p/q,\mathrm {~fraction~irr{\acute {e}}ductible~non~nulle} \end{cases}}}
(une fraction irréductible est un quotient p/q de deux entiers premiers entre eux, avec q > 0).
La fonction de Thomae est une variante de la fonction de Dirichlet. Elle est nommée en l'honneur du mathématicien Carl Johannes Thomae qui l'a définie pour la première fois en 1875.

## Propriétés
La fonction T de Thomae est limite uniforme d'une suite de fonctions Tn dont chacune, sur tout segment [a, b], est nulle sauf en un nombre fini de points. Par conséquent :
- T a une limite (limite « épointée ») nulle en tout point, donc elle est semi-continue supérieurement (donc de classe de Baire 1), continue en tout point irrationnel, et sa restriction aux rationnels est discontinue partout ;
- d'après le critère de Lebesgue, T est donc Riemann-intégrable sur tout segment [a, b] (car continue presque partout) ;
- elle est même réglée (puisque les Tn sont des fonctions étagées) et son intégrale de Riemann sur [a, b] est nulle (comme celle des Tn).
- T n'est différentiable en aucun point[1].

- T est un exemple de fonction continue sur {\displaystyle \mathbb {R} \setminus \mathbb {Q} } et discontinue sur {\displaystyle \mathbb {Q} }. À l'inverse, il n'existe aucune fonction discontinue sur {\displaystyle \mathbb {R} \setminus \mathbb {Q} } et continue sur {\displaystyle \mathbb {Q} }. En effet, {\displaystyle \mathbb {Q} } n'est pas un Gδ, alors que l'ensemble des points de continuité d'une fonction réelle en est un.

## Fonction de Thomae et verger d'Euclide

Vue plane de l'un des quadrants du verger d'Euclide. Les arbres en bleu sont ceux visibles depuis l'origine.

Vue en perspective du verger d'Euclide depuis l'origine, en regardant dans la direction de la bissectrice.

Cette fonction est utilisée pour mettre en évidence certains comportements curieux liés à la définition des notions de limite et de continuité en mathématiques. Bien que d'apparence étrange, elle peut s'introduire très naturellement, par l'exemple du « verger d'Euclide ».
Considérons le réseau formé par les segments de droites verticaux joignant (i, j, 0) à (i, j, 1) , où i et j décrivent l'ensemble des entiers strictement positifs. Ces segments, qui représentent des arbres plantés de façon régulière forment le « verger d'Euclide ».
Les arbres visibles depuis l'origine correspondent aux points du réseau (i, j, 0) où i et j sont premiers entre eux. Si le verger est projeté selon une perspective linéaire relativement à l'origine sur le plan x + y = 1 (c'est-à-dire s'il est vu en perspective depuis l'origine en regardant l'image formée sur un plan perpendiculaire à la première bissectrice), les sommets des arbres projetés forment le graphe de la fonction de Thomae.

## Généralisations

### Différentiabilité
La « fonction de Thomae modifiée » suivante est associée à n'importe quelle suite réelle décroissante a = (aq)q>0 convergeant vers 0 :
{\displaystyle T_{a}(x)={\begin{cases}0&{\text{ si }}x\notin \mathbb {Q} ,\\1&{\text{ si }}x=0,\\a_{q}&{\text{ si }}x=p/q,\mathrm {~fraction~irr{\acute {e}}ductible~non~nulle.} \end{cases}}}
Elle a le même comportement que T du point de vue de la continuité et est encore non dérivable sur un ensemble non dénombrable dense d'irrationnels. Cependant, pour tout ensemble dénombrable E d'irrationnels, il existe une suite a telle qu'en tout point de E, Ta soit dérivable (donc de dérivée nulle). De plus, le domaine de dérivabilité de Ta, déterminé par la rapidité de la décroissance de la suite a, est souvent beaucoup plus gros. Par exemple, :
- pour aq = 1/qk, Ta n'est dérivable nulle part si k ≤ 2 mais si k > 2, elle est dérivable en tout irrationnel de mesure d'irrationalité strictement inférieure à k, donc presque partout (et sur une partie dense) ;
- pour aq = 1/eq, Ta est même dérivable en tout irrationnel qui n'est pas de Liouville.

### Bijectivité
Posons {\displaystyle H_{1}=\mathbb {Z} }, et pour q entier supérieur ou égal à 2, posons {\displaystyle H_{q}} l'ensemble des fractions {\displaystyle {\frac {p}{q}}} où p décrit l'ensemble des entiers relatifs non nuls tels que p soit premier avec q. La famille des {\displaystyle H_{q}} forme une partition de {\displaystyle \mathbb {Q} }. Pour chaque q, {\displaystyle H_{q}} est un ensemble discret pour lequel on peut dénombrer les éléments par ordre strictement croissant {\displaystyle \dots <a_{-2}(q)<a_{-1}(q)<a_{0}(q)<a_{1}(q)<a_{2}(q)<\dots }, {\displaystyle a_{0}(q)} étant le plus petit élément positif ou nul de {\displaystyle H_{q}}. Posons alors :
{\displaystyle f(x)={\begin{cases}x&{\text{ si }}x\notin \mathbb {Q} ,\\a_{n+1}(q)&{\text{ si }}x=a_{n}(q),n\in \mathbb {Z} ,q\in \mathbb {N} ^{*}\end{cases}}}
On peut alors montrer que f est une fonction bijective de {\displaystyle \mathbb {R} } dans {\displaystyle \mathbb {R} }, continue en tout point irrationnel, discontinue en tout point rationnel.